# پل قدیمی سردرود
پل قدیمی سردرود مربوط به سده‌های متأخر دوران‌های تاریخی پس از اسلام - دوره قاجار است و در شهرستان تبریز، بخش مرکزی، شهر سرد رود، بین خیابان امام و محله سنگستان واقع شده و این اثر در تاریخ ۶ اسفند ۱۳۸۵ با شمارهٔ ثبت ۱۷۴۹۲ به‌عنوان یکی از آثار ملی ایران به ثبت رسیده است.